# Friedrich Justin Bertuch
Friedrich Johann Justin Bertuch (ur. 30 września 1747 w Weimarze, zm. 3 kwietnia 1822 tamże) – niemiecki wydawca i mecenas sztuki.
W latach 1765–1769 studiował teologię następnie prawo na uniwersytecie w Jenie. W latach 1790–1830 opublikował w 12 tomach Bilderbuch für Kinder. Publikacja miała na celu szerzenie wiedzy z różnych epok wśród dzieci. Ukazujące się w cyklu miesięcznym (ukazało się 3000 egz.) wydawnictwo, zawierało 6000 ilustracji. Kolekcja ukazywała ryciny: zwierząt, roślin, owadów, architektury, minerałów, ptaków i inne obiekty z dziedziny przyrody, sztuki i nauki.
Bertuch był jednym z największych pracodawców w Weimarze, zatrudniając do 450 osób.
Friedrich Justin Bertuch ostatnie lata swego życia spędził jako pustelnik.

## Galeria

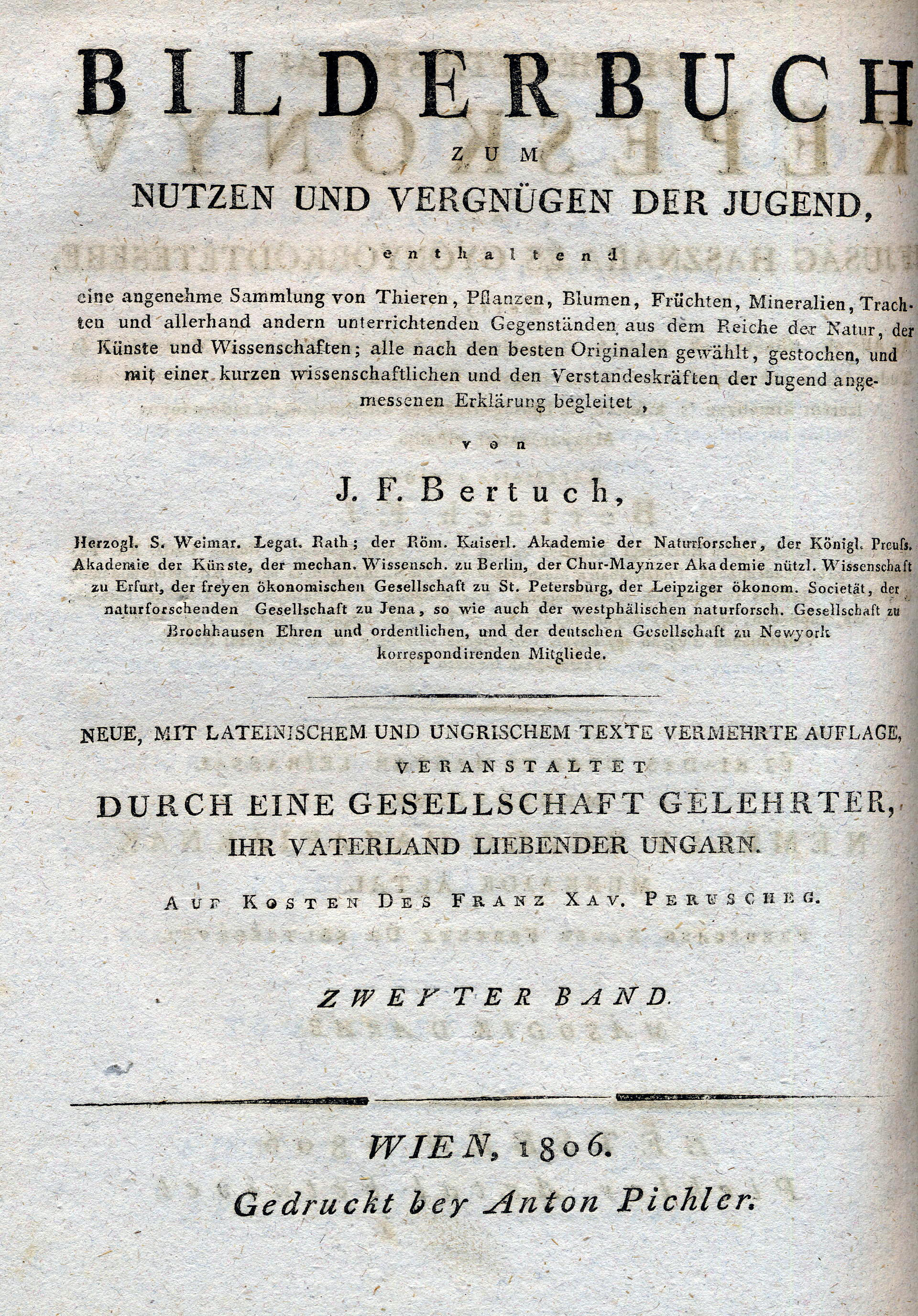
J.F.Bertuch's Kinderbuch - Strona tytułowa
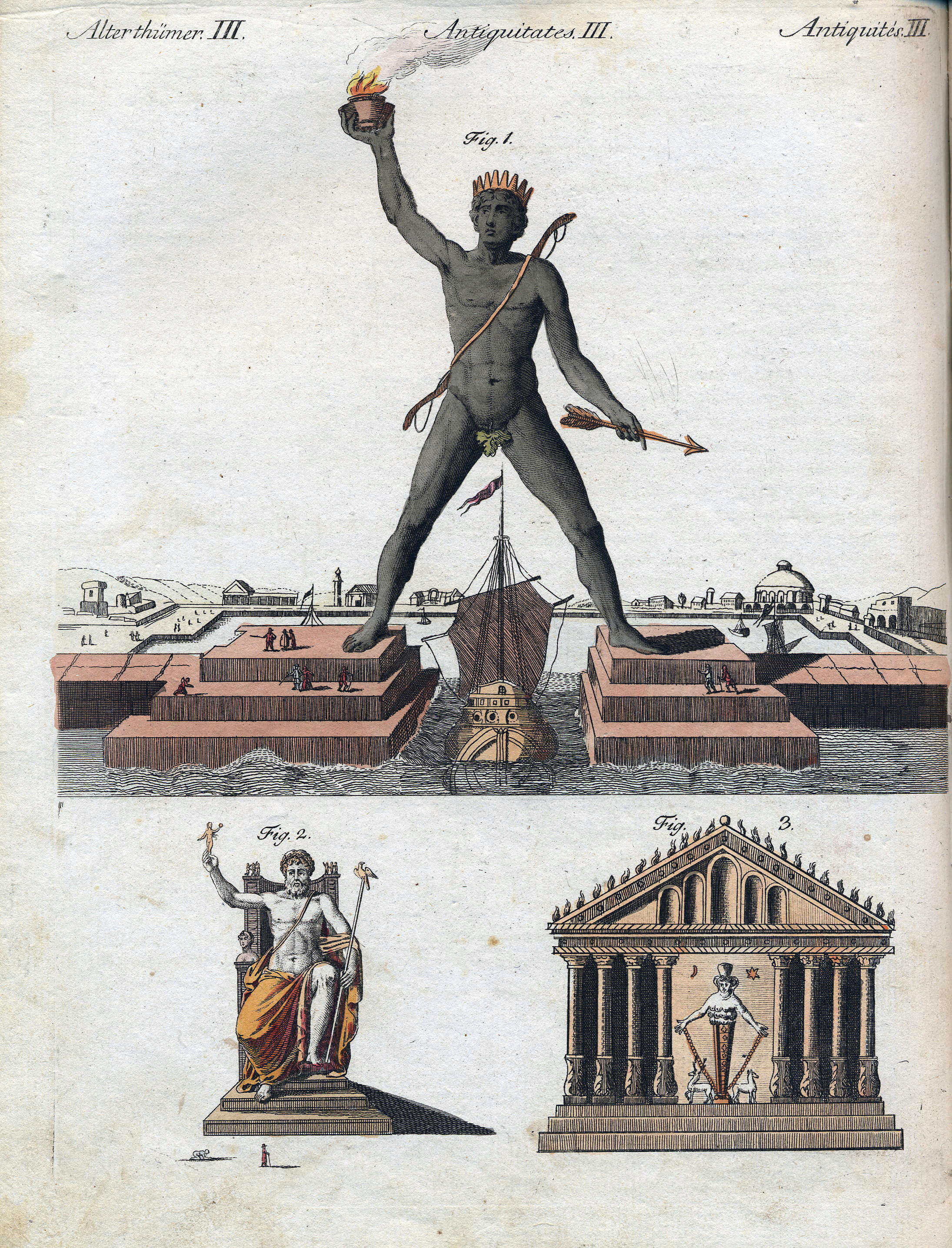
J.F.Bertuch's Kinderbuch - Cuda świata
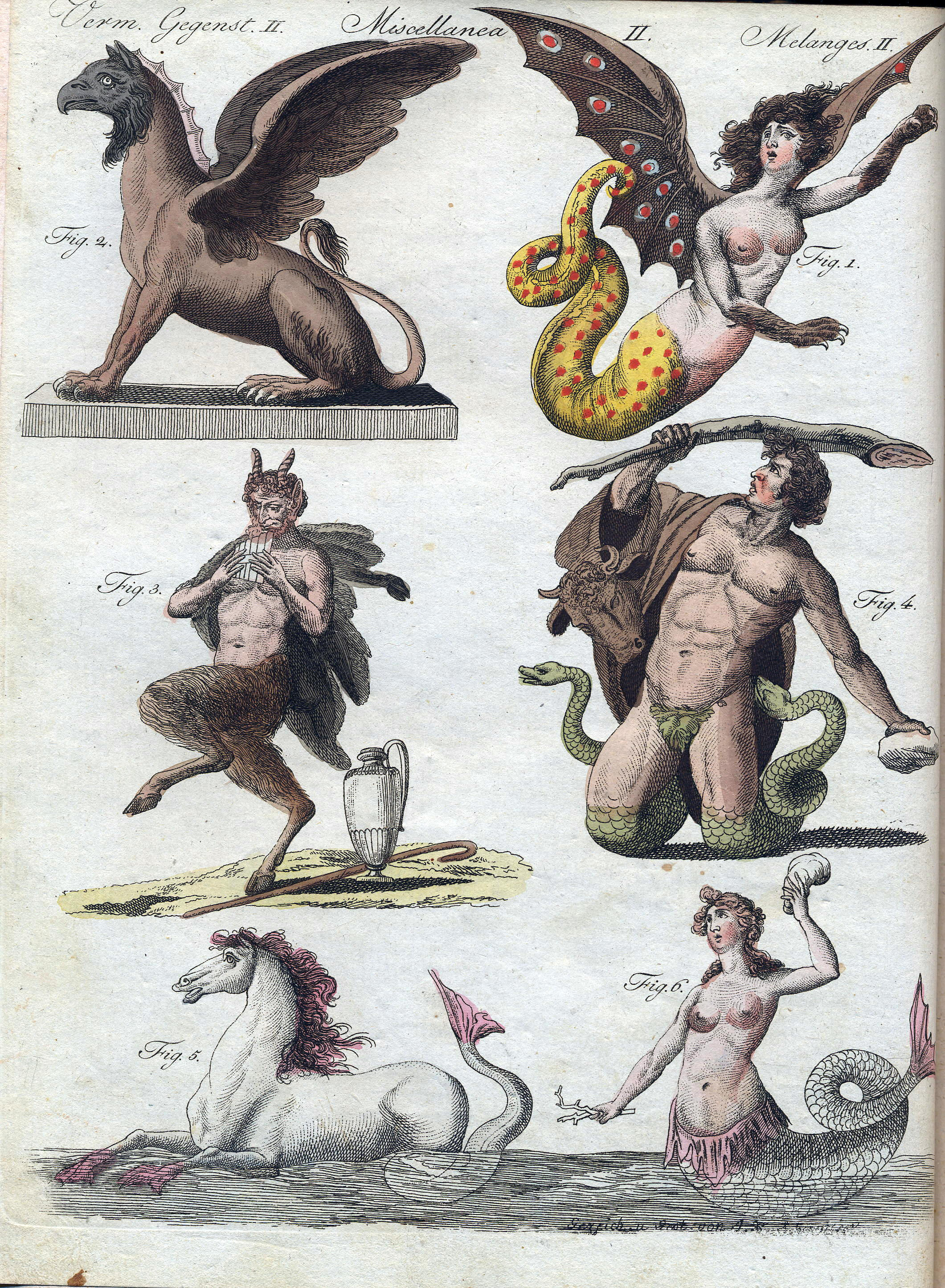
J.F.Bertuch's Kinderbuch - Stworzenia mitologiczne
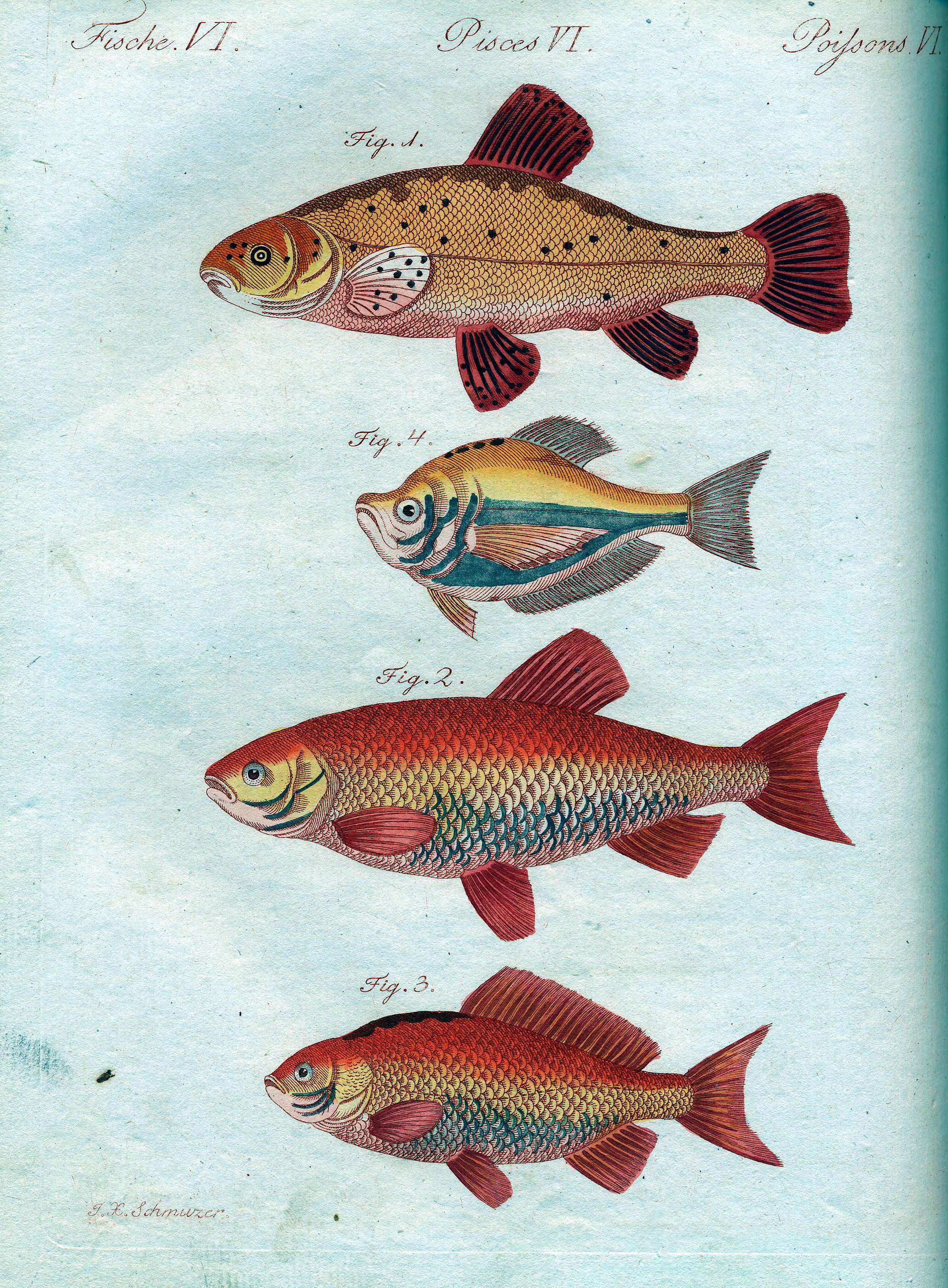
J.F.Bertuch's Kinderbuch - Ryby

## Dzieła
- Polyxena (1775)
- Bilderbuch für Kinder enthaltend eine angenehme Sammlung von Thieren, Pflanzen, Blumen, Früchten, Mineralien, Trachten und allerhand andern unterrichtenden Gegenständen aus dem Reiche der Natur, der Künste und Wissenschaften; alle nach den besten Originalen gewählt, gestochen, und mit einer kurzen wissenschaftlichen, und den Verstandes-Kräften eines Kindes angemessenen Erklärung begleitet von F. J. Bertuch (1790-1830)